# 永堀剛敏
永堀 剛敏（ながほり たけとし、1970年1月7日 - ）は、俳優。埼玉県浦和市（現：さいたま市）出身。

## 人物・略歴
埼玉県立川越高等技術専門校電子工学科卒業。
「北の国から」のオーディションで見いだされて芸能界入り。ひょろりとした顔立ちに微妙な出っ歯が特徴。
「北の国から」「神様、もう少しだけ」「ざわざわ下北沢」などに出演。KDDIのCMに浅野忠信と一緒に出演した。
一度は俳優業を廃業して、百貨店に勤めていたが、フジテレビ杉田成道プロデューサーの依頼で「北の国から」で復帰している。以降は端役ながら様々なドラマや舞台に出演している。

## 出演

### ドラマ
- 北の国からシリーズ - 中津チンタ 役
  - 北の国から　初恋（1987年、フジテレビ）
  - 北の国から　帰郷（1989年、フジテレビ）
  - 北の国から　巣立ち（1992年、フジテレビ）
  - 北の国から　秘密（1995年、フジテレビ）
  - 北の国から　時代（1998年、フジテレビ）
- 1970ぼくたちの青春（1991年） - ニシキ 役
- RUN（1993年）
- クリスマスキス〜イブに逢いましょう（1995年） - 松山完治 役
- ジューンブライド（1995年） - 鈴木吉弘 役
- MMR未確認飛行物体（1996年）
- 踊る大捜査線（1997年） - プロファイラー法政 役
- 番茶も出花（1997年）
- 土曜ワイド劇場「法医 歯科学の女 網走オホーツク海…流氷が運んだ白骨死体の謎!」（1997年8月7日） - 大森智明 役
- 3番テーブルの客SP（1997年）
- 神様、もう少しだけ（1998年） - 野口孝明 役
- 火曜サスペンス劇場「警視庁鑑識班 6」（1998年11月17日） - 片岡栄二 役
- 編集王（2000年, 桜田 順）
- 安楽椅子探偵（2000年） - 滝本一誠 役
- ココだけの話（2001年）
- 女子アナ。（2001年）
- 御宿かわせみ（2003年）
- あなたの人生お運びします!（2003年）
- ケータイ刑事 銭形泪（2004年） - 許小平 役
- 警視庁鑑識班2004（2004年） - 清丸純一 役
- 月曜ミステリー劇場「モノクロームの反転」（2005年6月13日）
- 戦国自衛隊・関ヶ原の戦い 前編（2006年）
- 相棒 Season4（2006年） - 泰良哲郎 役
- あの日、僕らの命はトイレットペーパーよりも軽かった（2008年） - 池山保 役
- とんび TBS版(2013)
- 人形佐七捕物帳（2016年） - 宗哲 役

### 映画
- 青春デンデケデケデケ（1992年） - 岡下巧 役
- GO-CON!（2000年） - 大倉聡 役
- ざわざわ下北沢（2000年）
- ekiden 駅伝（2000年） - 横井 役
- いらっしゃいませ、患者さま。（2005年）
- 星になった少年（2005年）
- ALWAYS 三丁目の夕日（2005年）
- たとえ世界が終わっても（2007年）
- メンタリスト響翔（2012年）
- るろうに剣心（2012年） - 取調官 役

### バラエティ
- 田舎に泊まろう!（2006年）

### CM
- KDDI - 携帯ゲームに熱中するサラリーマン 役
- 全日本空輸